# Halysidota ruscheweyhi
Halysidota ruscheweyhi là một loài bướm đêm thuộc phân họ Arctiinae, họ Erebidae.